# Професионална гимназия по механоелектротехника „Христо Смирненски“
Професионална гимназия по механоелектротехника (ПГМЕТ) „Христо Смирненски“ е държавно училище в град Кнежа. Предлага дневна и задочна форма на обучение на ученици от 7 до 12 клас.

## История
През 1966 г. се основава Професионално техническо училище по машиностроене с двугодишен курс на обучение в град Кнежа. Първи директор на училището е Тодор Николов Станчовски. Училището отваря врати на 15 септември 1966 г. в предоставената му сграда на бившето стопанско практическо училище по механизация на животновъдството, разположено в църковния двор на черквата в град Кнежа. По предложение на Катя Иванова, учител по български език и литература е даден и патрон на училището – „Христо Смирненски“. С годините училището се разраства и през 1971 г. ПТУ по машиностроене „Христо Смирненски“ се трансформира в СПТУ с три годишен курс на обучение. През 1984 г. към базата на училището се разкрива общински междуучилищен център с единно ръководство където се обучават ученици от 4-ти до 10-и клас от всички училища в общината. Съжителството продължава до 1986 г. През 1999 г. училището се преобразува в техникум по машиностроене, а от 2003 година в Професионална гимназия по механоелектротехника „Христо Смирненски“. През 1979 г. почетният гражданин на град Кнежа Спартак Бутански написва текста и музиката на марша на училището „Смирненски и нашата опора“.

## Специалности
- Електрически машини и апарати
- Технология на машиностроенето[7]
- Машини и съоръжения за заваряване
- Заваряване[8]
- Електрически инсталации
- Електроенергетика
- Машини и съоръжения за химическата и хранително-вкусовата промишленост
- Машини и системи с ЦПУ[9]